# بوسمن (غوهران)
بوسمن (بالفارسية: پوسمن) هي قرية تقع في إيران في قسم غوهران الريفي. يقدر عدد سكانها بـ 226 نسمة بحسب إحصاء 2016.